# Eita Kasagawa
Eita Kasagawa (笠川 永太 Kasagawa Eita?, nacido el 25 de octubre de 1990 en Fukuoka) es un exfutbolista japonés. Jugaba de guardameta y su último club fue el Albirex Niigata Singapur.

## Trayectoria

### Clubes
| Club                     | País     | Año         |
| ------------------------ | -------- | ----------- |
| Avispa Fukuoka           | Japón    | 2009 - 2015 |
| Albirex Niigata Singapur | Singapur | 2016        |

## Estadística de carrera

### J. League
| Club           | Año   | J. League | J. League | Copa J. League | Copa J. League | Total | Total |
| Club           | Año   | Part.     | Goles     | Part.          | Goles          | Part. | Goles |
| -------------- | ----- | --------- | --------- | -------------- | -------------- | ----- | ----- |
| Avispa Fukuoka | 2009  | 0         | 0         | -              | -              | 0     | 0     |
| Avispa Fukuoka | 2010  | 0         | 0         | -              | -              | 0     | 0     |
| Avispa Fukuoka | 2011  | 0         | 0         | 0              | 0              | 0     | 0     |
| Avispa Fukuoka | 2012  | 0         | 0         | -              | -              | 0     | 0     |
| Avispa Fukuoka | 2013  | 2         | 0         | -              | -              | 2     | 0     |
| Avispa Fukuoka | 2014  | 0         | 0         | -              | -              | 0     | 0     |
| Avispa Fukuoka | 2015  | 1         | 0         | -              | -              | 1     | 0     |
| Total          | Total | 3         | 0         | 0              | 0              | 3     | 0     |